# Hugo Nys
Hugo Nys (sinh ngày 16 tháng 12 năm 1991) là tay vợt quần vợt người Pháp chơi trên ATP Challenger Tour. Vào ngày 24 tháng 10 năm 2016, an tìm đến vị trí can nhất trên bảng xếp hang ATP đơn là of 349 và vị trí đôi can nhất 104 đat thành tích vào nga 24 tháng 4 năm 2017.

## Danh hiệu Tour
| Legend                 |
| ---------------------- |
| Grand Slam (0)         |
| ATP Masters Series (0) |
| ATP Tour (0)           |
| Challengers (1)        |

### Đôi
| Outcome | TT | Ngày                 | Giải đấu             | Mặt sân | Đồng đội       | Đối thủ                                 | Tỷ số            |
| ------- | -- | -------------------- | -------------------- | ------- | -------------- | --------------------------------------- | ---------------- |
| Vô địch | 1. | 20 tháng 10 năm 2013 | Mouilleron-le-Captif | Cứng    | Fabrice Martin | Henri Kontinen Adrián Menéndez-Maceiras | 3–6, 6–3, [10–8] |